# 大風高拱橋
大風高拱橋位於四川省達州市達縣，文物遺址年代判定為清。2012年7月16日公佈為第八批四川省文物保護單位。
大風高拱橋位於四川省達州市達縣大風鄉場鎮，建於清同治七年（1868），東西走向，橫跨明月江上，石質單拱。橋長45公尺，寬10.3公尺，拱高18.8公尺，跨度40公尺。橋面呈弧形，石板鋪成，兩側石欄杆高1公尺，兩端均有石階上橋，東39級，西37級，寬敞整齊，拾級而上可攬明月江兩岸勝景，是明月江上最壯觀的清代石拱橋。據民國《達縣誌》載：高拱橋風馨場東里余，即舊志稱索橋故址。清光緒中葉，縣人東氏捐募倡修。高近二十丈，寬約五丈，石梯六十五級，跨若長虹，為郡邑諸橋之冠。靡金萬余，誠鉅工也。或有曰同治七年東陶庵捐贊創修。高拱橋是目前達州境內保存的清代最大的石拱橋，具有很高的歷史價值和保存價值。1987年，大風高拱橋被達縣人民政府公佈為縣級文物保護單位；2010年，大風高拱橋被達州市人民政府公佈為市級文物保護單位。